# Élection partielle de Manchester Central de 1979
L'élection partielle de Manchester Central se déroule le 27 septembre 1979. Il s'agit de la première élection partielle du 48e Parlement du Royaume-Uni, élu lors des élections générales du 3 mai.
Elle vise à remplacer le député travailliste Harold Lever, représentant la circonscription électorale anglaise de Manchester Central à la Chambre des communes, qui est nommé pair à vie le 11 juin de la même année et siège donc par la suite à la Chambre des lords.
Cette élection, qui prend place dans un bastion du Parti travailliste, est remportée par le candidat travailliste Bob Litherland (en) avec plus de 70 % des voix. Il est systématiquement réélu à Manchester Central par la suite jusqu'en 1997, lorsqu'il prend sa retraite.

## Les résultats
| Parti         | Parti                                              | Candidat            | Votes  | Votes | Votes  |
| Parti         | Parti                                              | Candidat            | Voix   | %     | +/-    |
| ------------- | -------------------------------------------------- | ------------------- | ------ | ----- | ------ |
|               | Parti travailliste                                 | Bob Litherland (en) | 7 494  | 70,7  | 0,0    |
|               | Parti libéral                                      | Anthony Parkinson   | 1 502  | 14,2  | + 8,9  |
|               | Parti conservateur                                 | Stephen Lea         | 1 275  | 12,0  | – 10,1 |
|               | Travailliste indépendant                           | Syed Ala-ud-Din     | 187    | 1,8   | —      |
|               | Parti de l'écologie                                | John Foster         | 129    | 1,3   | —      |
|               | Democratic Monarchist Public Safety White Resident | Bill Boaks (en)     | 12     | 0,1   | —      |
| Participation | Participation                                      | Participation       | 10 599 | 33,8  | – 29,9 |